# 圣奥普尔
圣奥普尔（法語：Saint-Aupre，法語發音：[sɛ̃.t‿opʁ]）是法国伊泽尔省的一个市镇，属于格勒诺布尔区。

## 地理
圣奥普尔（45°23'58"N, 5°40'14"E）面积11.93 平方千米，位于法国奥弗涅-罗讷-阿尔卑斯大区伊泽尔省，该省份为法国东南部内陆省份，北起顺时针与安省、萨瓦省、上阿尔卑斯省、德龙省、阿尔代什省、卢瓦尔省和罗讷省。
与圣奥普尔接壤的市镇（或旧市镇、城区）包括：圣尼古拉德马什兰、梅尔拉、米里贝勒莱塞谢勒、圣艾蒂安德克罗塞、滨河圣约瑟夫。

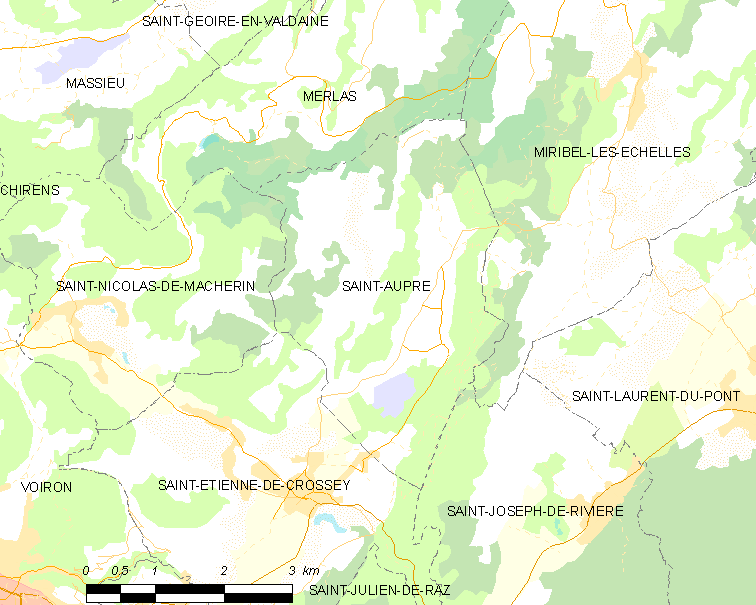
圣奥普尔的OSM定位图

圣奥普尔的时区为UTC+01:00、UTC+02:00（夏令时）。

## 行政
圣奥普尔的邮政编码为38960，INSEE市镇编码为38362。

## 政治
圣奥普尔所属的省级选区为瓦龙县。

## 人口

1962-2008年间圣奥普尔人口变化图示

圣奥普尔于2022年1月1日时的人口数量为1200人。